# Cathy Reardon
Pour les articles homonymes, voir Reardon.
Cathy Reardon, née le 10 juin 1968 à Ballarat, est une coureuse cycliste australienne.

## Palmarès sur route
- 1993
  - Rund um den Donnersberg - Bolanden
  - 3e étape de Omloop van `t Molenheike
  - 4e étape de Thüringen Rundfahrt
  - 3e du championnat d'Australie sur route
  - 3e de Omloop van `t Molenheike
  - 6e de la course en ligne des championnats du monde sur route
- 1994
  -  Championne d'Océanie du contre-la-montre
  - 1re étape de Rothmans Classic
  - 2e du championnat d'Australie sur route
  - 2e de Rothmans Classic
  - 2e de Vysocina Ronde
  - 3e du championnat d'Australie contre-la-montre
- 1995
  -  Championne d'Océanie de la course en ligne
  - 1re et 2e étapes de White Pages Tour
  - Chrono de Giant AIS Cycle Classic
  -  Médaillée d'argent du championnat d'Océanie du contre-la-montre
  - 2e de Canberra Milk Race